# Fournets-Luisans
Fournets-Luisans ist eine französische Gemeinde mit 738 Einwohnern (Stand: 1. Januar 2022) im Département Doubs in der Region Bourgogne-Franche-Comté.

## Geographie
Fournets-Luisans liegt auf 910 m über dem Meeresspiegel, sieben Kilometer nordwestlich von Morteau und etwa 44 Kilometer östlich der Stadt Besançon (Luftlinie). Die Gemeinde erstreckt sich im Jura, auf einer Hochfläche zwischen dem Becken von Vennes im Norden und dem Haut-Doubs im Süden. Das Gemeindegebiet gehört zum Regionalen Naturpark Doubs-Horloger.
Die Fläche des 27,71 km² großen Gemeindegebiets umfasst einen Abschnitt des französischen Juras. Der Hauptteil des Gebietes wird von der schwach reliefierten Hochfläche von Les Fournets eingenommen, die durchschnittlich auf 900 m liegt. Sie zeigt ein lockeres Gefüge von Wiesland und Wald und besitzt keine oberirdischen Fließgewässer, weil das Niederschlagswasser im verkarsteten Untergrund versickert. Nach Süden erstreckt sich der Gemeindeboden über das gewellte Hochland mit dem Bois des Prés Juan bis an den Fuß des Mont Tantillon und an den Rand des Plateaus von Gilley. Mit 1049 m wird auf einer Anhöhe bei Le Luisans die höchste Erhebung von Fournets-Luisans erreicht. Im Norden reicht das Gemeindeareal über eine fast 200 m hohe Geländestufe in das landwirtschaftlich genutzte Becken von Vennes hinunter. Dieses ist durch verschiedene Trockentäler untergliedert, die topographisch zum Einzugsgebiet des Dessoubre gehören.
Die Gemeinde besteht aus verschiedenen Weilern und zahlreichen Einzelhöfen, darunter:
- Les Fournets (908 m) auf der Hochfläche von Les Fournets südlich des Beckens von Vennes
- Grandfontaine (723 m) in einem Trockental im Becken von Vennes
- Le Luisans (860 m) in einer Mulde auf der Hochfläche von Les Fournets
- La Racine (939 m) auf der Hochfläche südlich des Bois des Prés Juan

Nachbargemeinden von Fournets-Luisans sind Vennes, Guyans-Vennes und Fuans im Norden, Le Bélieu und Les Fins im Osten, Morteau, Les Combes und Gilley im Süden sowie Orchamps-Vennes im Westen.

## Geschichte
Seit der Zeit der Französischen Revolution bildeten Les Fournets und Grandfontaine die Doppelgemeinde Grandfontaine-Fournets. Im Jahr 1972 wurde das vorher selbständige Le Luisans eingemeindet, wobei die Gemeinde ihren Namen in Fournets-Luisans änderte. Seit 1998 ist Fournets-Luisans Mitglied des 44 Ortschaften umfassenden Gemeindeverbandes Communauté de communes du Pays de Pierrefontaine-Vercel.
Am 1. Januar 2009 erfolgte eine Änderung der Arrondissementszugehörigkeit der Gemeinde. Bislang zum Arrondissement Besançon gehörend, kamen alle Gemeinden des Kantons zum Arrondissement Pontarlier.

## Sehenswürdigkeiten
In Les Fournets und Le Luisans befinden sich zwei Kirchen aus dem 19. Jahrhundert. In den verschiedenen Ortschaften sind zahlreiche Bauernhäuser aus dem 18. und 19. Jahrhundert im traditionellen Stil des Haut-Doubs erhalten.

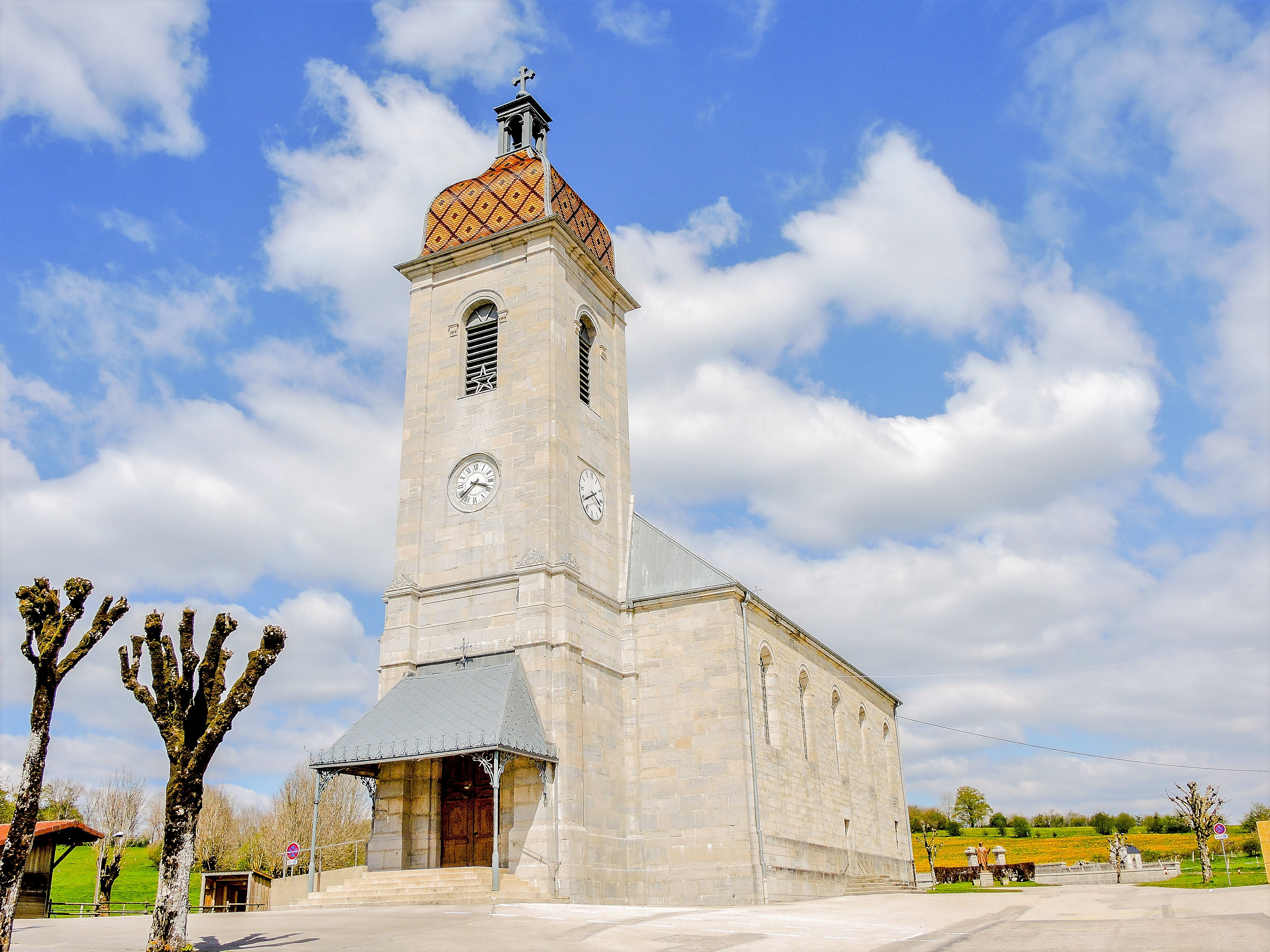
Kirche Nativité-de-Notre-Dame in Fournets
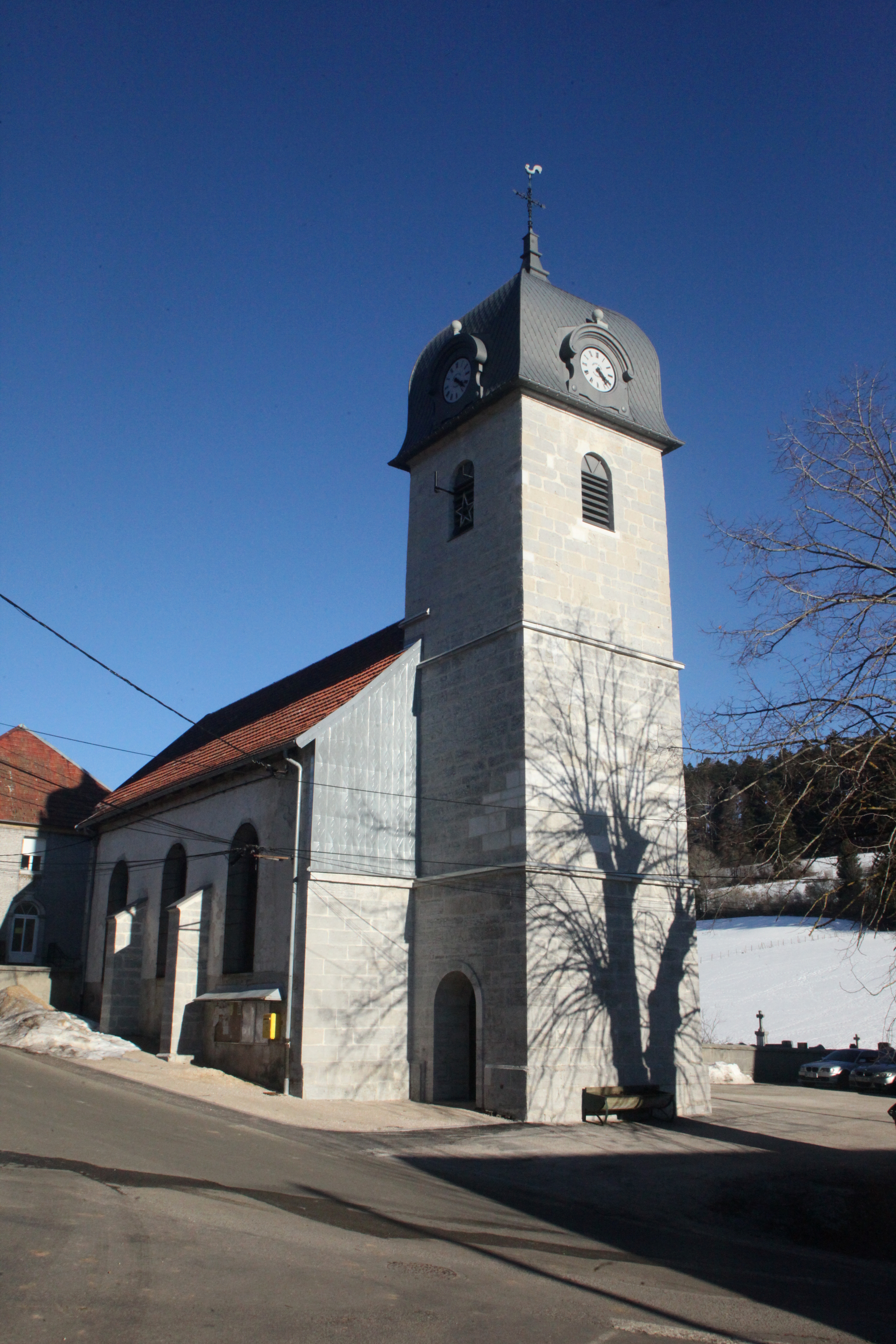
Kirche Saint-Claude in Luisans

## Bevölkerung
| Jahr                       | 1962 | 1968 | 1975 | 1982 | 1990 | 1999 | 2006 | 2016 |
| Einwohner                  | 250  | 244  | 380  | 432  | 494  | 501  | 577  | 684  |
| Quellen: Cassini und INSEE |      |      |      |      |      |      |      |      |

Mit 738 Einwohnern (1. Januar 2022) gehört Fournets-Luisans zu den kleinen Gemeinden des Départements Doubs. Nachdem die Einwohnerzahl in der ersten Hälfte des 20. Jahrhunderts deutlich abgenommen hatte (1896 wurden noch 455 Personen gezählt), wurde seit Beginn der 1970er Jahre wieder ein kontinuierliches Bevölkerungswachstum verzeichnet.

## Wirtschaft und Infrastruktur
Fournets-Luisans war bis weit ins 20. Jahrhundert hinein ein vorwiegend durch die Landwirtschaft (Viehzucht und Milchwirtschaft, Ackerbau) geprägtes Dorf. Daneben gibt es heute verschiedene Betriebe des Klein- und Mittelgewerbes, unter anderem in den Branchen Holz- und Nahrungsmittelverarbeitung. Viele Erwerbstätige sind auch Wegpendler, die in den umliegenden größeren Ortschaften ihrer Arbeit nachgehen.
Die Ortschaft liegt abseits der größeren Durchgangsstraßen an einer Departementsstraße, die von Gilley nach Fuans führt. Weitere Straßenverbindungen bestehen mit Orchamps-Vennes und Les Fins.